# Sforza-Galeazzo Sforza

Wapen van de familie Sforza van Milaan

Sforza-Galeazzo Sforza (Corfu, 6 september 1916 - Straatsburg, 28 december 1977) was een Italiaans edelman, Europees hoger ambtenaar en beeldhouwer. Hij was een actief promotor van de mensenrechten en van het bouwkundig erfgoed.

## Levensloop
Graaf Sforza-Galeazzo Sforza (bijgenaamd "Sforzino') behoorde tot een oude Milanese adellijke familie. Zijn vader was de Italiaanse anti-fascist, senator, diplomaat en minister van Buitenlandse Zaken Carlo Sforza (1872-1952). Zijn moeder was de Belgische gravin Valentine Errembault de Dudzeele (1875-1969).
Hij volgde de Grieks-Latijnse humaniora in Rome (Collegio Massimo) en, na de vlucht van de familie voor het fascisme, in Brussel (Collège Saint-Boniface). Daarop behaalde hij de kandidatuur in de wijsbegeerte en letteren aan het Institut Saint-Louis in Brussel en de universiteit van Aix-en-Provence (1939-1940). 
In juni 1940 vluchtte het gezin naar de Verenigde Staten. Sforza behaalde een 'Master of Arts in Public and International Law' aan de Columbia University (New York) (1940-1941). Hij werd vervolgens redacteur bij de National Broadcasting Company, belast met nieuwsberichten en commentaren in het Italiaans en het Frans over de situatie in Europa (1941-1942).
In september 1943 keerde hij met zijn vader terug naar Italië. Hij werd soldaat in de infanteriedivisie 'Friuli' die deel uitmaakte van het Achtste Britse leger (januari 1944 - mei 1945). Hij werd daarop persattaché bij de Italiaanse eerste minister (1945-1946).
Van 1945 tot 1949 was hij beeldhouwer in Parijs, terwijl hij artikels schreef voor Italiaanse weekbladen.

## Raad van Europa
In mei 1949 werd de Raad van Europa opgericht en Sforza werd er onmiddellijk ambtenaar. Hij werd lid en weldra kabinetschef van de eerste secretaris-generaal Jacques Camille Paris en van zijn opvolger Leon Marchal.
In 1955 werd hij gedetacheerd naar de UNESCO, als adjunct-diensthoofd voor de relaties met de lidstaten (1955-1957). 
Na zijn terugkeer bij de Raad van Europa was hij:
- diensthoofd voor de externe relaties (1960-1963),
- adjunct-griffier van de assemblee van de Raad van Europa (1964-1968),
- adjunct-secretaris-generaal van de Raad van Europa (1968 tot aan zijn dood).

Sforza was vooral actief voor de zaken die te maken hadden met kunst, monumentenzorg en milieu. Hij was een van de initiatiefnemers en organisatoren van het Europees Jaar van het Bouwkundig Erfgoed in 1975, evenals van de activiteiten van de voorbereidende jaren.
Hij was ook voorzitter van de redactieraad van European Yearbook - Annuaire Europeen.
Hij speelde een actieve rol in het tot stand komen en tot een goed einde brengen van het Europees Jaar van het Bouwkundig Erfgoed in 1975, in het bevorderen van de mensenrechten, in het tot stand komen in Venetië van het Internationaal Centrum voor de opleiding van beoefenaars van restauratieberoepen.
Hij was ook actief in de bescherming van het bouwkundig erfgoed van Straatsburg en toonde het voorbeeld door de restauratie van het historisch huis dat hij met zijn gezin bewoonde in de Rue de la Carpe Haute.
In 1977 werd bij hem een kwaadaardige hersentumor vastgesteld. Hij bleef tot weinige weken voor zijn dood actief zijn taken vervullen.
In Straatsburg werd in 1999 een Rue Sforza ingehuldigd, als herdenking aan vader en zoon Sforza.

## Andere activiteiten
Sforza oefende heel wat bijkomende activiteiten uit. Onder meer:
- vast secretaris van de Europese stichting Pro Venetia Viva,
- voorzitter van het Filmfestival over de mensenrechten,
- lid van het uitvoerend comité van Europa Nostra,
- lid van de raad van bestuur van het Institut international des droits de l'homme (Straatsburg),
- lid van de raad van bestuur van het Institut international de droit humanitaire (San Remo),
- lid van de raad van het Institut des hautes études européennes van de Universiteit van Straatsburg.
- Bestuurder van de International Standing Conference on Philanthropy (Interphil). Zijn echtgenote, gravin Anne Sforza werd later voorzitster van Interphil. Ze werd ook vice-voorzitster van de Amis du Musée d'Art Moderne et Contemporain de Strasbourg.

## Privé
Tijdens zijn verblijf in Parijs had Sforza een relatie met Leonor Fini. Hij trouwde met Corinne Simon (1927-2011), dochter van de beeldhouwer Paul Simon (1892-1979). Hij hertrouwde met Anne Spehner, bekend als gravin Anne Sforza.